# Roy Mac Donald
Roy Mac Donald (circa 1946/1947 - oktober 2018) was een Surinaams songwriter en zanger. Hij maakte deel uit van The Waterfalls en won met de groep in 1962 het Nationale Songfestival. In 1986 won hij de eerste prijs tijdens SuriPop met zijn compositie Pikin fowru.

## Biografie
Mac Donalds trad in de jaren zestig toe tot The Waterfalls, een zanggroep die bekend stond geen covers maar alleen zelfgeschreven liederen te zingen. In 1962 won de groep tijdens het Nationale Songfestival met het lied Mi lobi wan. Hij was zanger en gitarist, maar bovenal componist. In zijn werk is vaak terug te zien dat hij een nationalist was.
In de jaren zeventig schreef hij Hang me high voor The Falling Stones die daar een hit mee hadden in het Caribische gebied. Het verscheen als enige originele nummer op hun album van toen. Met zijn eerste vrouw Phylis vormde hij het zangduo November. Aan het eind van de jaren tachtig en het begin van de jaren negentig scheef hij voor het Srio Kinderkoor, waaronder de bekende liedjes Koniman anansi en Bojo. Rond de jaren 1980 leidde hij het Srio Kinderkoor.
Hij deed meermaals mee aan het componistenfestival SuriPop. In 1983 was dat met Mi lobi kondre, in 1984 met vier composities en in 1986 met drie. Zijn Pikin fowru, gezongen door Helianthe Redan, werd dat laatste jaar het winnende lied.
Hij was leraar geschiedenis op de Algemene Middelbare School en hij had het voornemen om een boek te schrijven over de Surinaamse popgeschiedenis. Dit plan verdween uit beeld toen hij zich bekeerde tot het christendom. Hij stelde zijn leven in dienst van de Heer, wat in de praktijk het einde van zijn muziekcarrière betekende.
In oktober 2018 overleed Mac Donalds aan kanker. Hij is 71 jaar oud geworden.